# Президент Сейшельських Островів
Президент Республіки Сейшельські Острови — найвища посадова особа держави Сейшельські Острови. Виникла одразу ж з проголошенням незалежності Сейшелів у 1976 році. Згідно з конституцією Сейшелів — президент Сейшелів є одночасно і головою держави та головою уряду, головнокомандувач збройних сил. Президент Сейшельських Островів обирається на всенародних виборах строком на 5 років.

## Список президентів
- 1976—1977 — Джеймс Менчем
- 1977—2004 — Франс-Альберт Рене
- 2004—2016 — Джеймс Мішель
- 2016 —2020 — Денні Фор
- 2020 —зараз — Вавел Рамкалаван[3]